# Timo Blunck

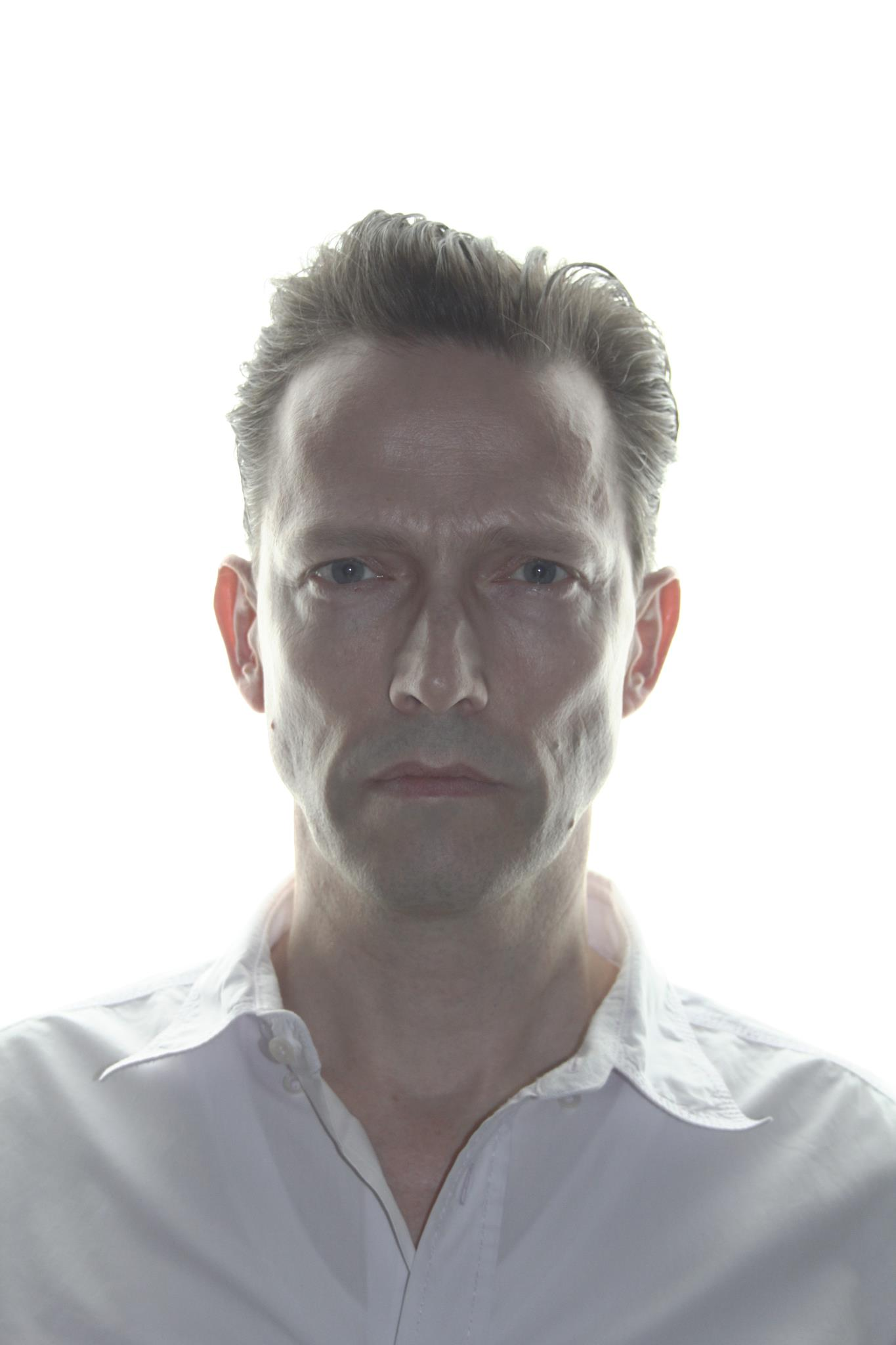
Timo Blunck (2015)

Timo Blunck (* 25. März 1962 in Buchholz in der Nordheide) ist ein deutscher Komponist, Liedtexter, Musikproduzent, Bassist, Sänger und Autor.

## Leben
Blunck wuchs in Hamburg auf. Im Alter von 9 Jahren begann er mit dem Querflöten-Unterricht bei Manfred Trojahn.
1978 gründete er mit seinem Schulfreund Detlef Diederichsen zunächst die Skafighter, die zur Aufnahme der ersten Single auf Alfred Hilsbergs Label Zick Zack 1980 in „Ede und die Zimmermänner“ umbenannt wurden (später nur Die Zimmermänner).
1981 wurde er Bassist von Palais Schaumburg, deren ersten beiden Alben er auch als Background-Sänger und Co-Schreiber beeinflusste. Sein ungewöhnlicher Stil am Bass (er hatte vor Palais Schaumburg nur Gitarre gespielt) folgt keinen Tonleitern, sondern nur geometrischen Mustern auf dem Griffbrett und ist ein integraler Teil des vornehmlich atonalen Band-Sounds. Produziert wurden Palais Schaumburg von David Cunningham von The Flying Lizards und Andy „Coati Mundi“ Hernandez von Kid Creole & the Coconuts.
Daniel Miller engagierte die Band 1981 für sein Label Mute Records; sie spielten als Vorgruppe für Depeche Mode. Sie waren einer der ersten Acts in Manchesters The Hacienda und traten in der Danceteria in New York auf. Auf ihrer Europa-Tournee 1982 wurden sie von Kurtis Blow begleitet.
Der Fotograf und Regisseur Anton Corbijn, der schon die Fotos für das Album Lupa (1982) gemacht hatte, drehte 1983 sein erstes Musikvideo für die Single Hockey.
Von 1985 bis 1990 war Blunck Sänger und Songschreiber der Hamburger Pop-Band Grace Kairos, die zwei Alben veröffentlichte, produziert u. a. von Ray Shulman, ehemals Gentle Giant. Die Singles Carolina und I don’t know what’s going on gingen in die Charts in Holland und Schweden. 1990 tourten sie als Support für Wet Wet Wet 1990 zog er nach London, wo er im eigenen Studio (Momentum Sounds) unter anderem Freaky Realistic und Christie Hennessy (für den er auch Songs schreibt) produzierte. Charterfolge waren in England und Irland zu verzeichnen.
1992 erschien sein Solo-Album Timo mit der Single Louisiana Lonely. Das Video zur Single drehte der deutsche Spielfilmregisseur Gregor Schnitzler in Louisiana.
1995 folgte der Umzug in die USA, zunächst nach Baton Rouge, Louisiana, dann nach Los Angeles.
1998 gründete Blunck gemeinsam mit Stefan Will die Produktionsfirma Bluwi, die Musik für Kino-, TV- und Werbefilme komponiert und produziert. Zu den Kunden gehörten Regisseure wie Justus von Dohnányi und Christian Petzold, bzw. Marken wie Audi, Mercedes, Nivea oder die Deutsche Post.
Ab 2010 kümmerte sich Bluwi auch um Kommunikation im Raum, unter anderen bei der Expo 2010 (Saudi-Arabischer Pavillon) in Shanghai oder der Expo 2012 in Yeosu (Schweizer Pavillon, Caltex-Pavillon).
Seit 2002 ist Timo Blunck Mitglied des Art Directors Club Deutschland.
Seit 2011 spielte er wieder mit Palais Schaumburg in Originalbesetzung.
Der anhaltende Erfolg der Gruppe in Japan führte 2012 zu Konzerten in Tokio und Osaka.
Die Zimmermänner veröffentlichen weiter Alben, zuletzt Ein Hund namens Arbeit (2014) auf Tapete Records, produziert von Blunck.
2014 mischte er das Album Spaces Everywhere für die Londoner Band The Monochrome Set.
2015 folgte Über…Menschen der Düsseldorfer Gruppe Fehlfarben. Seit Juli 2015 betreibt Blunck die Firma BLUT, in der er nach der Auflösung von BLUWI seine Arbeit fortsetzt.
Seit 2001 pendelt er zwischen Hamburg und New Orleans. Timo Blunck hat drei Söhne aus seiner Ehe mit der amerikanischen Stylistin Sondra Woodard Blunck.
Am 5. März 2018 veröffentlichte Blunck seinen Debütroman Hatten wir nicht mal Sex in den 80ern? bei Heyne Hardcore, das gleichnamige Album erschien bei Tapete Records. Die teilweise fiktionalisierte Autobiographie berichtet auf fast 500 Seiten über das Leben des Autors. Dabei korrespondieren die 12 Kapitel des Buches mit den 12 Songs des Albums.
Im März 2021 erschien Bluncks zweiter Roman Die Optimistin bei Heyne Hardcore. Im Zusammenhang mit dem Buch veröffentlichte Sony Music Entertainment die EP Die ganze Welt dreht sich im Kreis, auf der die Sängerin Franziska Herrmann die Protagonistin Charlie Keller verkörpert. Mit der Sängerin hatte Blunck zuvor schon in Zusammenarbeit mit Tapete Records einige Titel veröffentlicht, darunter Ich, Sigmund Jähn, der zunächst als zufälliger Flohmarktfund lanciert wurde.

## Diskografie (Auswahl)
Ede & die Zimmermänner
- Eva, Jürgen & Max (Single, Zick Zack 1980)

Die Zimmermänner
- Ein halbes Jahr/Kultur (Single, Zick Zack 1981)
- 1001 Wege Sex zu machen ohne daran Spaß zu haben (Album, Zick Zack 1982)
- Zurück in der Zirkulation (EP, Zick Zack 1983)
- Anja (EP, Cherry Red 1983)
- Goethe (Album, AtaTak 1984)
- Fortpflanzungssupermarkt (Album, Zick Zack 2007)
- Ein Hund namens Arbeit (Album, Tapete 2014)
- Die Wäscheleinen waren lang (Boxset Retrospektive 1980–1985, Tapete 2014)

Palais Schaumburg
- Telefon (Single, Zick Zack 1981)
- Palais Schaumburg (Album, Phonogram/Mute 1981)
- Lupa (Album, Phonogram 1982)
- Hockey (EP, Phonogram 1983)
- Palais Schaumburg (Doppelalbum Re-Issue, Bureau B 2012)

Grace Kairos
- Fall In Love With Frank (Album, RCA 1987)
- Emotionspark (Album, RCA 1989)

Solo
- Timo (Album, RCA 1992)
- Hatten wir nicht mal Sex in den 80ern? (Album, Tapete 2018)

## Filmografie (Auswahl)
- 2004: Außer Kontrolle (Regie: Christian Görlitz)
- 2006: Mutterglück (Regie: Christian Görlitz)
- 2007: Bis zum Ellenbogen (Regie: Justus von Dohnányi)
- 2008: Tatort: Unbestechlich (Regie: Nils Willbrandt)
- 2010: Das Duo: Bestien
- 2012: Blutadler (Regie: Nils Willbrandt)
- 2013: Tatort: Schwindelfrei (Regie: Justus von Dohnányi)
- 2014: Junges Deutschland (Regie: Jan Hinrik Drevs)

## Auszeichnungen (Auswahl)
- Goldener Nagel für Sounddesign ‘Loewe – Chor’, ADC 2009
- Red Dot Award 2010 Saudi-Arabischer Pavillon, Expo Shanghai
- DDC Award 2010 ‘Im Reich der Schatten’, Rheinisches Landesmuseum Trier
- Goldener Löwe für Musik ‘Monkey/A Peace Of Mind’, Cannes Advertising Festival 2010
- Goldener Clio für Musik ‘Monkey/A Peace Of Mind’, New York 2010
- Bronzener Clio für Musik BMW Scooter ‘Modern Movement’, New York 2012
- Red Dot Award 2014 ‘The Time Machine – Wu Kingdom Helv Relics Museum Wuxi, China’